# Ирена Мичијевић
Ирена Мичијевић Родић (Београд, 17. новембар 1972 — Београд, 10. септембар 2017) била је српска филмска, телевизијска и позоришна глумица.

## Биографија
Ирена је глуму дипломирала на Факултету драмских уметности у Београду, који је уписала са шеснаест година. Прву улогу је одиграла у телевизијској драми Велика мала матура 1991. године, а прву позоришну улогу у Југословенском драмском позоришту у представи Хамлет где је тумачила улогу Офелије. Поред улога у српским филмовима и серијама глуми и у енглеским филмовима а играла је и мању улогу у телевизијској серији Coronation street.
Живела је у Лондону са супругом Синишом и ћерком Киром. Преминула је у 10. септембра 2017. године Београду у 45. години од рака лимфних жлезда.

## Филмографија
| Год.       | Назив                    | Улога              |
| ---------- | ------------------------ | ------------------ |
| 1990-е     |                          |                    |
| 1991.      | Велика мала матура       |                    |
| 1993.      | Пун месец над Београдом  | Алексина девојка   |
| 1996.      | Андреа                   |                    |
| 1998.      | Раскршће                 |                    |
| 2000-е     |                          |                    |
| 2003.      | Мали свет                | Марија Деклева     |
| 2003.      |                          |                    |
| 2005.      | Добро уштимовани мртваци | Енвера Хаџић       |
| 2006.      | Десире                   | Анђелика           |
| 2007.      | Coronation street        |                    |
| 2008.      |                          |                    |
| 2009.      | Заувек млад              | Ана Протић         |
| 2010-е     |                          |                    |
| 2010.      | Избор                    | Вера               |
| 2010.      | Флешбек                  | Јасна              |
| 2010.      | На слово, на слово       | Лола               |
| 2010.      | Оперативци               | Икс-реј оператор   |
| 2011.      | Игра снова               | Вера               |
| 2014.      | Тихи сведок              | Гулсе Кавур        |
| 2011—2015. | Жене са Дедиња           | Клара Хаџи Поповић |
| 2015.      | Луд, збуњен, нормалан    | Аида               |